# احمد تاج‌الدین مکرم شاه
پادوکا سری سلطان احمد تاج‌الدین مکرَّم شاه ابن المرحوم سلطان زین الرشید المعظم شاه یکم (۱۸۳۲ – ۲۲ ژوئن ۱۸۷۹)، بیست و چهارمین سلطان کداح بود. دوران حکمرانی او از سال ۱۸۵۴ تا ۱۸۷۹ به طول انجامید. در دوران حکمرانی او برجک جدید بالای نوبت (Balai Nobat) که مشتمل بر پنج طبقه است ساخته شد.